# Cinco Llagas
Cinco Llagas är en ort i Mexiko.   Den ligger i kommunen Dolores Hidalgo och delstaten Guanajuato, i den centrala delen av landet, 260 km nordväst om huvudstaden Mexico City. Cinco Llagas ligger 1 980 meter över havet och antalet invånare är 156.
Terrängen runt Cinco Llagas är en högslätt. Runt Cinco Llagas är det ganska tätbefolkat, med 93 invånare per kvadratkilometer. Närmaste större samhälle är Dolores Hidalgo, 19,5 km väster om Cinco Llagas. Trakten runt Cinco Llagas består till största delen av jordbruksmark.